# La Sibeca
La Sibeca: setmanari satíric-humorístic va ser un periòdic reusenc que sortí el 1932.

## Història
Volia explicar de manera satírica els esdeveniments de la societat reusenca. Es presentava com una revista capaç de fer riure al més seriós, fins al punt d'intentar fer somriure en les situacions més dramàtiques: "tothom està content, alegre, satisfet, La Sibeca ha portat la felicitat a la llar […] els obrers sense feina viuen en xauxa, l'angúnia del pagament del pis ja no existeix". Però el seu contingut era lleuger i amb poca gràcia. Es dedicava principalment al safareig i als assumptes del cor de la joventut reusenca. Dedicava també algunes pàgines a notícies esportives. Polemitzà amb el conservador Diari de Reus, tot i que no manifestava cap tendència política, només parlava de les xafarderies dels reusencs.

## Aspectes tècnics
De mida foli i quatre pàgines a dues columnes. En sortiren tres números, del 10-IX-1932 (núm. 1) al 24-IX-1932 (núm. 3), en periodicitat setmanal. S'imprimia a la Impremta Renaixement, al raval Baix de Jesús. El director era Manuel Verdoriu. Els articles anaven signats amb pseudònims: "Granot", "Pa-i-nous" "Un frenètic", "Matilde", "Cap-8", i altres.

## Localització
- Els únics exemplars coneguts són a la Biblioteca Central Xavier Amorós de Reus.[4]